# Тинитский сельсовет
Тинитский сельсовет — административно-территориальная единица и муниципальное образование со статусом сельского поселения в Табасаранском районе Дагестана Российской Федерации.
Административный центр — село Тинит.

## Население
| 2002  | 2010  | 2012  | 2013  | 2014  | 2015  | 2016  |
| ----- | ----- | ----- | ----- | ----- | ----- | ----- |
| 2521  | ↘2169 | ↘2137 | ↘2080 | ↘2021 | ↘1954 | ↘1899 |
| 2017  | 2018  | 2019  | 2020  | 2021  | 2023  | 2024  |
| ↘1895 | ↗1968 | ↘1937 | ↘1912 | ↘1651 | ↘1644 | ↘1641 |
| 2025  |       |       |       |       |       |       |
| ↘1623 |       |       |       |       |       |       |

## Состав
| № | Населённый пункт | Тип населённого пункта       | Население |
| - | ---------------- | ---------------------------- | --------- |
| 1 | Тинит            | село, административный центр | ↘1306     |
| 2 | Туруф            | село                         | ↘228      |
| 3 | Фиргиль          | село                         | ↘117      |